# Martin Russ
Martin Saxon Russ (14 de fevereiro de 1931 - 6 de dezembro de 2010) foi um militar e escritor norte-americano, foi também professor adjunto na Universidade Carnegie Mellon. Seu primeiro livro, The Last Parallel, esteve na lista dos mais vendidos do New York Times, baseou-se (com nomes trocados), no seu serviço na Marinha dos Estados Unidos durante a Guerra da Coreia. A maioria dos seus últimos trabalhos foi baseada em entrevistas com veteranos de guerra.